# Lindsaea pseudohemiptera
Lindsaea pseudohemiptera är en ormbunkeart som först beskrevs av Cornelis Rugier Willem Karel van Alderwerelt van Rosenburgh, och fick sitt nu gällande namn av Lehtonen och Tuomisto. Lindsaea pseudohemiptera ingår i släktet Lindsaea och familjen Lindsaeaceae. Inga underarter finns listade.